# Crkva sv. Antuna u Blaškovcu
Crkva sv. Antuna u Blaškovcu rimokatolička je crkva u naselju Blaškovec koje je u sastavu općine Sveti Ivan Zelina i zaštićeno kulturno dobro.

## Opis dobra
Crkva je sagrađena u oblicima tipičnim za prijelaz iz 18. u 19.stoljeće na posjedu patrona Draškovića. Obnovljena je krajem 19.st. Jednobrodna je, pravokutnog tlocrta s užim polukružno zaključenim svođenim svetištem i sakristijom. U sredini glavnog pročelja smješten je zvonik. Sačuvan je vrijedan barokni inventar.

## Zaštita
Pod oznakom Z-3195 zavedena je kao nepokretno kulturno dobro – pojedinačno, pravna statusa zaštićena kulturnog dobra, klasificirano kao "sakralna graditeljska baština".